# Zabara (obwód winnicki)
Zabara (ukr. Забара, do 2016 Czerwona Trybuniwka, ukr. Червона Трибунівка) – wieś na Ukrainie, w obwodzie winnickim, w rejonie chmielnickim, w hromadzie Kalinówka. W 2001 liczyła 197 mieszkańców, spośród których 194 wskazało jako ojczysty język ukraiński, 2 rosyjski, a 1 polski